# 강동십이호신
강동십이호신(江東十二虎臣) 또는 동오십이호신(東吳十二虎臣), 혹은 강표지호신(江表之虎臣)은 오에서 활약이 뛰어났던 열두 명의 장수를 가리키는 말이다. 이는 진수가 지은 정사 《삼국지》의 오서 '정황한장주진동감능서반정전'에서 비롯한 말로 촉한의 오호대장군, 조위의 오자양장과 같이 후대사람들에 의해 만들어진 말이다.

## 명단
- 정보 - 손씨 3대의 비서 역할을 하며 크고 작은 전투에 참전했다.
- 황개 - 오랫동안 오나라에 봉사했고 적벽대전에 참전하여 공을 세웠으며 행정 능력도 탁월했다.
- 한당 - 손견 때부터 따랐다. 이릉대전에 참전했다. 성격이 어질고 무예가 뛰어나서 손씨 가문과 일반 병졸들에게 모두 인정받았다.
- 장흠 - 문과 무를 겸비한 장수이다.
- 주태 - 손권의 호위장으로 손권을 구출하기 위해 크고 작은 전투에서 여러번 중상을 입으며 활약했다.
- 진무 - 오나라의 장수로 합비 전투에서 전사했다.
- 동습 - 중국 후한 말기의 군인으로, 자는 원세(元世) 또는 원대(元代)이며 회계군 여요현(餘姚縣) 사람이다.
- 감녕 - 본디 유표를 섬겼으나 손권에게 귀순하여 활약하였다.
- 능통 - 능조의 아들이다.
- 서성 - 문과 무를 겸비한 장수로 조비가 쳐들어오자 가짜 성벽을 만들어서 조비를 농락했다.
- 반장 - 전투와 상업 진작에 뛰어난 모습을 보였다. 다만 인성질을 많이 하긴 했다.
- 정봉 - 오나라 후반까지 활약한 명장이다.